# Пласничево
Вижте пояснителната страница за други значения на Крия Вриси.
Пласничево (на гръцки: Κρύα Βρύση, Крия Вриси, до 1927 година Πλάσνα, Пласна) е град в Гърция, дем Пела на административна област Централна Македония.

## География
Пласничево е разположено на 10 m надморска височина в центъра на Пазарското поле и е трето по големина селище в нома след Енидже Вардар и Воден.

## История

### В Османската империя
В края на XIX век Пласничево е село в Ениджевардарска каза на Османската империя. Според статистиката на Васил Кънчов („Македония. Етнография и статистика“) в 1900 година в Пласничево живеят 200 българи и 56 цигани. Всички жители на селото са гъркомани под върховенството на Цариградската патриаршия. По данни на секретаря на Българската екзархия Димитър Мишев („La Macédoine et sa Population Chrétienne“) в 1905 година в Пласничево има 264 българи патриаршисти гъркомани.
На 22 ноември 1909 година гръцкият андартски капитан Гоно Йотов в свой доклад дава отчет за свършената от него работа в Ениджевардарско:
| „ | На 20.05 с цел само да задържа някои, за да им дам напътствия да се върнат в православието, тръгнах за село Янчища. Но не успях да задържа никой, убих един от тези, които се опитаха да избягат. След това отидох в Призна и се занимавах повече с това да сплаша хората или да ги убедя така че, селата от Сланица да се върнат в православната вяра. Имах положителен резултат със селата Балъджа, Кариотица, Призна, Вреж, Плугар, Пласна, Голо село и Власи. | “ |

### В Гърция
В 1912 година през Балканската война селото е окупирано от гръцки части и след Междусъюзническата война в 1913 година остава в Гърция. В 1913 година Панайотис Деказос, отговарящ за земеделието при Македонското губернаторство споменава Пласничево (Πλασνίτσιοβον) като село населено със „славяногласни елини“.
Боривое Милоевич пише в 1921 година („Южна Македония“), че Пласничево има 18 къщи славяни християни и 17 къщи цигани мохамедани.
В 1924 година в България се изселват 76 бълагари от Пласничево. На тяхно място, поради върлуващаа в района малария, са заселени само 24 бежанци, понтийски гърци от Съветския съюз. В 1927 година Пласничево е прекръстено на Крия Вриси.
Според преброяването от 1928 година, Пласничево е бежанско село с 35 бежански семейства и 120 души. След пресушаването на Ениджевардарското езеро 1935 година властите заселват в селото още бежанци от околните села. Така например част жителите на Плугар се изселват в Пласничево. В 1930-те години към Пласничево е присъединено и съседното село Призна.
По време на Втората световна война Пласничево е база на паравоенната крайно дясна Национална армия на Гърция, ръководена от Георгиос Пулос.
След войната селото просперира и се развива много. Землището на селото се обработва със съвременни технологии и се произвеждат милиони килограми овошки, над 4 милиона килограма памук, 4 милиона килограма царевица, над 1,5 милиона килограма пшеница. Силно развито е и краварството. В градчето има и гимназия.
| Година    | 1913 | 1920 | 1928 | 1940 | 1951 | 1961 | 1971 | 1981 | 1991 | 2001 | 2011 | 2021 |
| --------- | ---- | ---- | ---- | ---- | ---- | ---- | ---- | ---- | ---- | ---- | ---- | ---- |
| Население | 301  | 368  | 285  | 2914 | 4261 | 5225 | 5268 | 5521 | 5767 | 6535 | 5214 | 4374 |

## Личности
Родени в Пласничево
- Атанас Темелков (1881 – 1968), български революционер от ВМОРО
- Евгения Узуниду (р. 1962), гръцки политик
- Йоанис Сахинидис (р. 1968), гръцки политик
- Константинос Фостиропулос (р. 1960), гръцки физик
- Никола Георгиев Караиванов (1922 – 1944), български военен деец, подофицер, загинал през Втората световна война[14]
- Теодорос Теодоридис (р. 1956), гръцки политик